# Alan Kulwicki
Alan Dennis Kulwicki (Greenfield, 8 ottobre 1955 – Blountville, 1º aprile 1993) è stato un pilota automobilistico statunitense, campione della NASCAR.

## Carriera
Dal 1985 al 1993 ha corso nella NASCAR Sprint Cup Series, ottenendo in totale 5 vittorie su 24 pole position. Dal 1984 al 1985, ha corso nella NASCAR Xfinity Series, ottenendo una pole position.
È morto il 1º aprile del 1993 nei pressi di Blountville in Tennessee, in un incidente aereo.

## Riconoscimenti
Nel 2002, è stato introdotto nella International Motorsports Hall of Fame.